# جيمس شتاينبرغ
جيمس شتاينبرغ (بالإنجليزية: James Steinberg)‏ (و. 1953 – م) هو دبلوماسي، وبروفيسور (أستاذ جامعي) من الولايات المتحدة الأمريكية .
وهو عضو في الحزب الديمقراطي الأمريكي .

## التعليم
تعلم في جامعة هارفارد، وجامعة ييل، وكلية ييل للحقوق، وأكاديمية فليبس.

## مناصب وهيئات
أدار جامعة تكساس، أوستن.

## روابط خارجية
- جيمس شتاينبرغ على موقع IMDb (الإنجليزية)
- جيمس شتاينبرغ على موقع إن إن دي بي (الإنجليزية)